# Battle Cry of Freedom

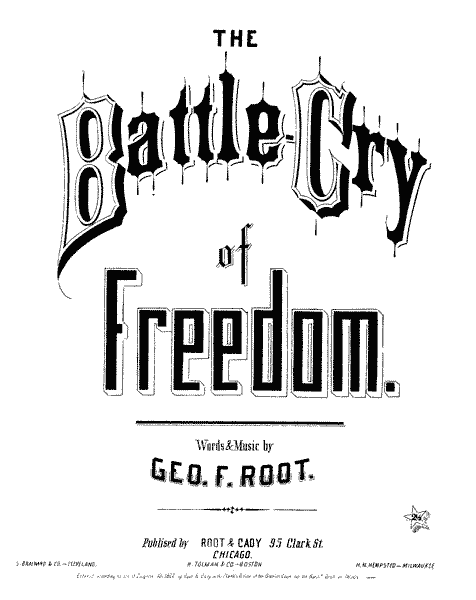
Einband der Notenblätter des „Battle Cry of Freedom“ aus dem Jahr 1862

Battle Cry of Freedom (dt.: Schlachtruf der Freiheit) ist vom amerikanischen Komponisten George Frederick Root während des Amerikanischen Bürgerkriegs im Jahre 1862 verfasstes Lied. Die Textversion der Nordstaaten wurde während des Wahlkampfes von 1864 von dem republikanischen Präsidentschaftskandidaten Abraham Lincoln als Wahlkampfschlager verwendet.
Das ursprünglich für den Gebrauch durch die Union vorgesehene Lied wurde so populär, dass es für die Konföderation adaptiert und somit auch südlich der Mason-Dixon-Line gesungen wurde.

## Text (Version der Union)
| Oh, we’ll rally round the flag, boys, we’ll rally once again, Shouting the battle cry of freedom, We will rally from the hillside, we’ll gather from the plain, Shouting the battle cry of freedom! | Oh, wir sammeln uns um die Fahne, Jungs, wir versammeln uns erneut, Und rufen den Schlachtruf der Freiheit! Wir strömen vom Bergland, wir strömen von den Ebenen, Und rufen den Schlachtruf der Freiheit!                 |
| Refrain: The Union forever! Hurrah, boys, hurrah! Down with the traitor, up with the star; While we rally round the flag, boys, rally once again, Shouting the battle cry of freedom!               | Refrain: Die Union auf ewig! Hurra, Jungs, Hurra! Nieder mit dem Verräter, hoch mit dem Stern; Dieweil wir uns um die Fahne sammeln, Jungs, uns erneut versammeln, Und den Schlachtruf der Freiheit rufen!                |
| We are springing to the call of a million free men more, Shouting the battle cry of freedom! And we’ll fill our vacant ranks of our brothers gone before, Shouting the battle cry of freedom!       | Wir springen auf zum Rufe einer weiteren Million freier Menschen, Und rufen den Schlachtruf der Freiheit! Und füllen unsere von den vorangegangenen Brüdern geleerten Reihen auf, Und rufen den Schlachtruf der Freiheit! |
| We will welcome to our numbers the loyal, true and brave, Shouting the battle cry of freedom! And although he may be poor, not a man shall be a slave, Shouting the battle cry of freedom!          | Wir heißen in unseren Scharen die Treuen, Lauteren und Tapferen willkommen, Und rufen den Schlachtruf der Freiheit! Und sei er auch arm, kein Mensch darf jemals Sklave sein, Und rufen den Schlachtruf der Freiheit!     |
| So we’re springing to the call from the East and from the West, Shouting the battle cry of freedom! And we’ll hurl the rebel crew from the land we love best, Shouting the battle cry of freedom!   | So springen wir auf zum Rufe aus Ost und West, Und rufen den Schlachtruf der Freiheit! Und treiben die Rebellenbrut aus unserem vielgeliebten Land, Und rufen den Schlachtruf der Freiheit!                               |
| We are marching to the field, boys, we’re going to the fight, Shouting the battle cry of freedom! And we bear the glorious stars for the Union and the right, Shouting the battle cry of freedom.   | Wir marschieren aufs Schlachtfeld, jungs, wir gehen zum Kampf, Und rufen den Schlachtruf der Freiheit! Und wir halten die ruhmreichen Sterne der Union und des Rechtes hoch, Und rufen den Schlachtruf der Freiheit!      |

## Text (Version der Konföderation)
| Our flag is proudly floating on the land and on the main, Shout, shout the battle cry of Freedom! Beneath it oft we've conquered, and we’ll conquer oft again, Shout, shout the battle cry of Freedom! | Unsere Fahne flattert stolz auf Küste und Festland, Ruft, ruft den Schlachtruf der Freiheit! Unter ihr haben wir oft gesiegt und werden oft noch siegen, Ruft, ruft den Schlachtruf der Freiheit!           |
| Refrain: Our Dixie forever, she’s never at a loss! Down with the eagle and up with the cross. We’ll rally 'round the bonny flag, we’ll rally once again, Shout, shout the battle cry of Freedom!       | Refrain: Unsere Dixie auf ewig, sie unterliegt niemals! Nieder mit dem Adler und hoch mit dem Kreuz. Wir sammeln uns um die gute alte Fahne, sammeln uns erneut, Ruft, ruft den Schlachtruf der Freiheit!   |
| Our gallant boys have marched to the rolling of the drums. Shout, shout the battle cry of Freedom! And the leaders in charge cry out, “Come, boys, come!” Shout, shout the battle cry of Freedom!      | Unsere tapferen Jungs sind zum Rühren der Trommel marschiert, Ruft, ruft den Schlachtruf der Freiheit! Und die Offiziere rufen „Kommt Jungs, kommt!“ Ruft, ruft den Schlachtruf der Freiheit!               |
| They have laid down their lives on the bloody battle field. Shout, shout the battle cry of Freedom! Their motto is resistance – to tyrants we’ll not yield! Shout, shout the battle cry of Freedom!    | Sie haben ihr Leben auf dem blutigen Schlachtfeld gelassen, Ruft, ruft den Schlachtruf der Freiheit! Ihr Motto ist der Widerstand – Tyrannen beugen wir uns nicht! Ruft, ruft den Schlachtruf der Freiheit! |
| While our boys have responded and to the fields have gone. Shout, shout the battle cry of Freedom! Our noble women also have aided them at home. Shout, shout the battle cry of Freedom!               | Während unsere Jungs sich meldeten und ins Feld zogen, Ruft, ruft den Schlachtruf der Freiheit! Haben unsere edlen Frauen sie in der Heimat unterstützt, Ruft, ruft den Schlachtruf der Freiheit!           |

## Der Refrain im Wahlkampfschlager von 1864

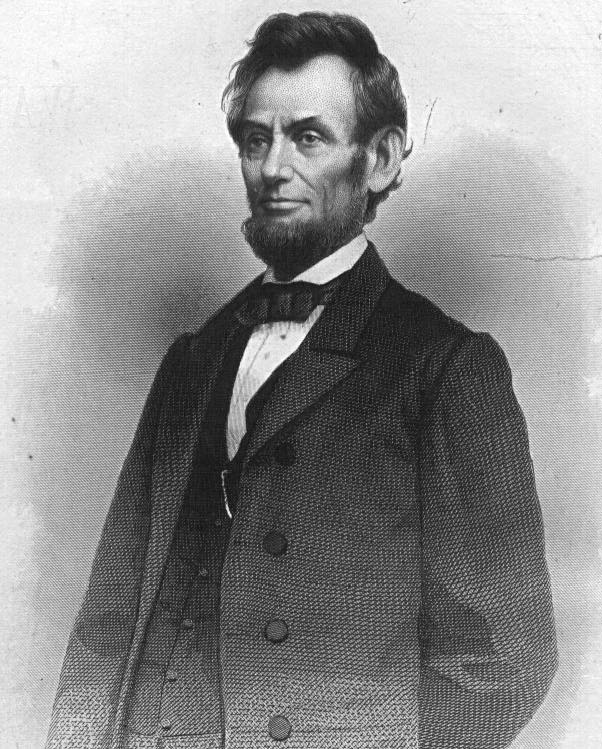

For Lincoln and Johnson, hurrah, boys, hurrah!

Down with the rebellion and on with the war,

While we rally round the cause, boys, we’ll rally in our might,

Singing the holy cause of freemen.
Für Lincoln und Johnson, hurra, Jungs, hurra!

Nieder mit der Rebellion und weiter mit dem Krieg.

Während wir uns um die Sache sammeln, Jungs, mit aller Kraft,

Und die heilige Sache der Freien singen.

## Trivia
- Filmkomponist John Williams nahm eine Version des Liedes mit dem Symphony Chor des Chicago Symphony Orchestras für Steven Spielbergs Spielfilm Lincoln auf. Das Lied wird von den Republikanischen Mitgliedern des Repräsentantenhauses und einigen Demokraten gesungen, nachdem der 13. Zusatzartikel mit einer Zweidrittelmehrheit angenommen worden war.
- Im Film Zurück in die Zukunft III wird der Battle Cry of Freedom bei Einweihung der großen Rathausuhr von Hill Valley durch eine in der Folgeeinstellung gezeigte Tanzkapelle intoniert, in der die Musiker der Band ZZ Top einen Gastauftritt haben.
- Im Film Das Wiegenlied vom Totschlag ertönt der Battle Cry of Freedom, als die Kavallerie triumphal von einer soeben mit all ihren Einwohnern grausam ausgelöschten Indianersiedlung abzieht.